# Betty Friedan
Betty Friedan, właśc. Bettye Naomi Goldstein (ur. 4 lutego 1921 w Peorii, zm. 4 lutego 2006 w Waszyngtonie) – amerykańska psycholog żydowskiego pochodzenia, pisarka, działaczka społeczna; feministka nurtu liberalnego.

## Życiorys
W 1942 ukończyła z wyróżnieniem college, przez rok kontynuowała studia na uniwersytecie w Berkeley, gdzie zajmowała się psychologią. Po roku opuściła Berkeley, by pracować jako reporterka. W 1947 wyszła za mąż za Carla Friedana, z którym rozwiodła się 22 lata później.
Stała się jedną z ikon amerykańskiego feminizmu drugiej fali, m.in. dzięki wydanej w 1963 Mistyce kobiecości, gdzie Friedan po raz pierwszy zakwestionowała powojenny kontrakt społeczny w USA każący kobietom spełniać się wyłącznie jako niepracującym żonom i lokować wszystkie ambicje w prowadzeniu domu i wychowywaniu dzieci. Jako pierwsza powiedziała, że kobiety nie muszą się wstydzić swoich ambicji ani też mieć poczucia winy, jeśli mają własne marzenia, niezwiązane z mężem ani dziećmi. Argumentowała, że kluczem do przełamania patriarchalnej „mistyki kobiecości” jest edukacja i praca zawodowa.
W 1966 Friedan założyła National Organization for Women (NOW), pierwszą i największą organizację feministyczną w Stanach Zjednoczonych, walczącą o prawo do aborcji, równe płace i dostęp do awansu, a także urlopy macierzyńskie. W 1970 została przewodniczącą tej organizacji.
Postulaty Betty Friedan, podobnie jak NOW, łączone były z ruchem białych kobiet z klasy średniej i szybko zostały poddane krytyce ze strony kobiet, które czuły się wykluczone z głównego nurtu feminizmu, m.in. czarnych, radykalnych i lesbijskich feministek. Friedan odrzucała krytykę, nie chciała się zgodzić na grożące ruchowi – jej zdaniem – utożsamienie feminizmu z lesbianizmem, nie godziła się także z postulatami feminizmu radykalnego, który nazwała złudną nadzieją dla kobiet. Pragnęła, by NOW pozostała organizacją głównonurtową. Wpisała się w ten sposób w jedną z najważniejszych dyskusji amerykańskiej drugiej fali.
W ostatnich latach Friedan uznała, że aktywizacja zawodowa kobiet nie spełniła wszystkich pokładanych w niej nadziei, lecz zamiast wyzwolić kobiety, nałożyła na nie podwójne obciążenie polegające na pracy zawodowej i pracy w domu. Od tego momentu nawoływała do większego włączenia mężczyzn w sferę prywatną oraz do rozpoznania specyficznych potrzeb każdej z płci (zwłaszcza potrzeby ochrony kobiet w ciąży). Postulowała konieczność wspólnej z mężczyznami zmiany wartości dominujących w sferze publicznej.
Zmarła z powodu niewydolności serca w wieku 85 lat.

## Publikacje
- The Feminine Mystique (1963), ISBN 0-393-32257-2.
- It Changed My Life (1976)
- The Second Stage (1981)
- The Fountain of Age (1993)
- Beyond Gender (1997)
- Life So Far (2000)